# Böttcherstraße 4 (Stralsund)
Das Gebäude mit der postalischen Adresse Böttcherstraße 4 war ein denkmalgeschütztes Bauwerk in der Böttcherstraße in Stralsund.

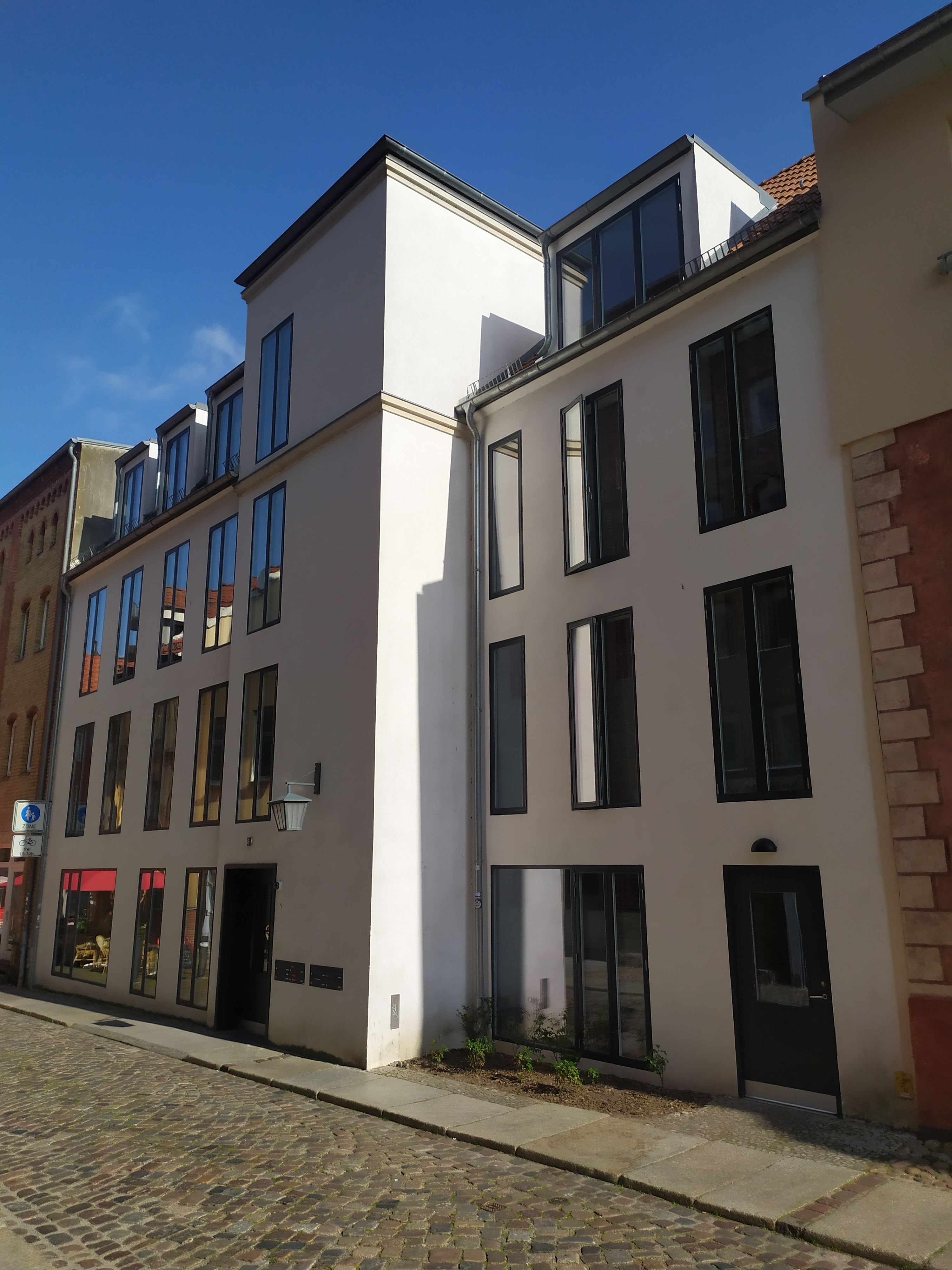
Haus Böttcherstraße 4 in Stralsund (2023)

Das Haus wurde um das Jahr 1800 errichtet; im Jahr 1927 wurde ein Geschoss aufgesetzt. Das Haus wurde wegen Baufälligkeit abgerissen; erhalten und unter Denkmalschutz stehend ist weiter der mittelalterliche Keller.
Das Haus lag im Kerngebiet des von der UNESCO als Weltkulturerbe anerkannten Stadtgebietes des Kulturgutes „Historische Altstädte Stralsund und Wismar“. In die Liste der Baudenkmale in Stralsund ist der Keller mit der Nr. 115 eingetragen.